# Metlice
Metlice (Deschampsia) je rod trav, tedy z čeledi lipnicovitých (Poaceae).
Jedná se o jednoleté nebo vytrvalé byliny. Jsou trsnaté, nebo oddenky či výběžky nebo jsou trsnaté a poléhavé. Stébla dorůstají výšek zpravidla 8–200 cm. Čepele listů jsou ploché skládané nebo svinuté, dosahují šířky 0,3–6 mm, na vnější straně listu se při bázi čepele nachází jazýček. Květy jsou v kláscích, které tvoří latu, která je rozložitá. Klásky jsou zboku smáčklé, vícekvěté (zpravidla 2, méně často 3 květy), vzácněji jednokvěté, ale horní květ někdy bývá sterilní. Na bázi klásku jsou 2 plevy, které jsou téměř stejné nebo vzácněji nestejné, bez osin. Pluchy jsou často stříbřité až chrupavčité, většinou osinaté, vzácně bez osin. Plušky jsou bez osin, dvoukýlné. Plodem je obilka. Celkově je známo asi 40 druhů, které najdeme na obou polokoulích, převážně v mírném pásu, ale i v horách v tropech, místy i adventivně.

## Taxonomická poznámka
Mnozí autoři zahrnují do rodu Deschampsia P.B. i rod Avenella Parl., česky metlička, tedy metlička křivolaká (Avenella flexuosa (L.) Drejer, syn.: Deschampsia flexuosa (L.) Trin.). Druh Chundelka metlice (Apera spica-venti) nepatří do rodu metlice, jedná se pouze o shodu českých jmen v druhovém a rodovém ranku.

## Druhy rostoucí v Česku
V České republice roste pouze 1 druh z rodu metlice (Deschampsia), metlice trsnatá (Deschampsia cespitosa). Je to běžný silně trsnatý druh, rozšířený na vlhkých loukách a ladech, vzácněji i ve vlhkých lesích od nížin po nejvyšší polohy Krkonoš. Druh je však velmi variabilní a je rozlišováno několik poddruhů.